# Lourdes Tibán
Lộ Đức Tibán (sinh ngày 15 tháng 10 năm 1969) là một chính trị gia người Ecuador. Cô là một người bản địa ở Ecuador và cô là thành viên của Quốc hội.

## Đời sống
Tibán sinh ra ở Salcedo Canton năm 1969. Cô có bằng tiến sĩ năm 2002 về Luật học của Đại học Trung tâm Ecuador và bằng thạc sĩ Khoa học Xã hội của Viện Khoa học Xã hội Mỹ Latinh mà cô đã đỗ vào năm 2007.
Cô đại diện cho tỉnh nhà Cotopaxi của mình trong Quốc hội. Cô trong một thành viên của đảng chính trị Pachakutik.